# Pentagon Papers

Mapa de la CIA d'activitats de dissidents a Indoxina publicat com a part dels Pentagon Papers

Els Pentagon Papers o Papers del Pentàgon, titulats oficialment "United States - Vietnam Relations, 1945-1967: A Study Prepared by the Department of Defense" ("Relacions Estats Units - Vietnam, 1945-1967: Un estudi elaborat pel Departament de Defensa") és el nom pel qual és conegut un document secret que conté la història de la implicació dels Estats Units a Vietnam entre els anys 1945 i 1967.
Els Pentagon Papers començaren a publicar-se en la primera pàgina de The New York Times en 1.971, després d'haver estat sostrets clandestinament dels arxius de govern pel funcionari del Pentàgon Daniel Ellsberg. Un article de 1996 publicat per The New York Times afirmava que els Pentagon Papers «demostraven, entre altres coses, que l'administració Johnson havia mentit sistemàticament, no només al públic sinó també a Congrés, sobre un tema d'interès nacional transcendent i important». Els Pentagon Papers van ser desclassificats i publicats el juny de 2011.
Els Pentagon Papers són un document secret, en 47 volums, on s'explica la participació militar dels EUA al Vietnam entre 1945 i 1967. L'estudi fou encarregat el 1967 pel llavors secretari de Defensa dels Estats Units, Robert McNamara, qui va nomenar a Leslie Gelb, director de planificació de control de la política de seguretat internacional, com a supervisor de l'estudi. Gelb va contractar a 36 oficials militars i experts civils i historiadors per escriure les monografies de la investigació.
La publicació dels documents, primer per The New York Times i, després per The Washington Post, va provocar ira i vergonya pública contra el president Richard Nixon, qui va posar la màquina de govern dels EUA en acció per obligar la premsa a abandonar la publicació del document.
Entre els fets revelats es trobava que els Estats Units havien estès deliberadament les accions de guerra amb atacs aeris contra Laos, atacs costaners contra el Vietnam del Nord i accions terrestres dels marines, abans fins i tot que el president Johnson informés el país el 1964, després de prometre que la guerra del Vietnam no s'estendria. Les revelacions van provocar un gran escàndol i van augmentar la distància entre el govern i el poble nord-americà, danyant a l'administració Nixon en el seu esforç per portar endavant la guerra, ja afectada en l'època per les protestes a tot el país contra la guerra del Vietnam.
Ellsberg, funcionari del Pentàgon que va tenir accés als documents, per haver treballat en el grup d'estudis que els confeccionà, va declarar com a justificació del seu acte que «els documents demostraven un comportament inconstitucional per una successió de presidents, la violació dels seus juraments i la violació del jurament dels seus subordinats» i que havia copiat i filtrat els documents amb l'esperança que el seu acte contribuís a fer que el seu país «sortís d'una guerra errada».
Els articles de The New York Times van començar a publicar-se el 13 de juny de 1971 provocant immediatament una gran controvèrsia política i accions judicials contra el diari. Mitjançant el fiscal general, John Mitchell, el govern va intentar bloquejar la publicació a través de tribunals federals que van dictar una ordre que obligava el diari a cessar la publicació. Times va aconseguir una ordre en una altra cort anul·lant la primera, i el cas fou portat al Tribunal Suprem dels Estats Units. Alguns dies després The Washington Post va començar, per la seva banda, a publicar parts del document, pel que ambdues publicacions es van veure denunciades davant el Tribunal Suprem.
El 30 de juny de 1972, el Tribunal Suprem dels Estats Units va decidir, per sis vots contra tres, que els mandats concedits per impedir les publicacions eren inconstitucionals, garantint als dos diaris el dret a continuar publicant. La resposta a la decisió no fou unànime. Mentre alguns van aplaudir la decisió com una victòria de la Primera Esmena de la Constitució, que garanteix la llibertat d'expressió als Estats Units; altres, en canvi, la van rebre com una simple victòria legal, que donava una petita protecció als òrgans de premsa, contra arguments que apel·laven la defensa de la seguretat nacional per impedir publicacions d'aquest tipus.